# Thee Oh Sees
Thee Oh Sees ist eine US-amerikanische Rock-Band, die 1997 in San Francisco, Kalifornien gegründet wurde. Eigentlich das Solo-Projekt von John Dwyer; entwickelte sich die Band über mehrere Line-Ups und Namenswechsel seit ihrer Gründung. Als einziges Stammmitglied ist John Dwyer auch Bandleader und Haupt-Songwriter.

## Bandname
Die Band ändert öfter mal ihren Namen zwischen Alben. Die Band performte und veröffentlichte unter mehreren Namen: Orinoka Crash Suite, OCS, Orange County Sound, The Ohsees, The Oh Sees, Thee Oh Sees, Oh Sees, und Osees. Bandleader John Dwyer erklärte, dass die vielen Namenswechsel entstehen in Opposition der Musikpresse: "it seems to aggravate the press, which to me is great. I have nothing but contempt for the music press." ("„Es scheint die Presse zu verärgern, was ich großartig finde. Ich habe nichts als Verachtung für die Musikpresse übrig.“)

## Geschichte

### OCS und die Freak Folk-Ära (1997–2006)
John Dwyer begann Songs unter dem Namen Orinoka Crash Suite auf Kompilationen zu veröffentlichen, während er in San Francisco lebte. Vorerst galt Osees als Solo Projekts Dwyers während er seinen Hauptfokus auf seine derzeitigen Bands, hauptsächlich Pink and Brown, sowie Coachwhips, setzte.
Die ersten zwei Osees entstanden mit Dwyer als einziger Musiker, unter anderem mit instrumentalen akustischen Kompositionen. Das Projekt expandierte zur Gruppe mit dem Hinzukommen des Schlagzeugers Patrick Mullins für Songs About Death & Dying Vol.3. Das Duo wurden bald unterstützt durch die Keyboarderin und Sängerin Brigid Dawson vor den Aufnahmen des fünften Albums The Cool Death of Island Raiders. Über das Beitreten der Band sagte Dwyer: "I met Brigid  at the coffee shop Patrick [Mullins] and I used to go to when we were hungover every morning. She mentioned that she had a band too, and I was like, ‘I wanna come and see you’. She said, ‘You’re not gonna like it…’ Whenever someone says that to me it’s a challenge – so we went and it was actually really great. I realised she had a beautiful voice – and almost immediately I realised I wanted to poach her! She’s also a genuinely lovely person, so it was an easy decision."
(„Ich traf Brigid in dem Café, in das Patrick [Mullins] und ich immer gingen, wenn wir morgens einen Kater hatten. Sie erwähnte, dass sie auch eine Band hat, und ich meinte: ‚Ich will dich sehen kommen.‘ Sie sagte: ‚Das wird dir nicht gefallen …‘ Wenn jemand so etwas zu mir sagt, ist das immer eine Herausforderung – also gingen wir hin und es war wirklich toll. Mir wurde klar, dass sie eine wunderschöne Stimme hat – und fast sofort war mir klar, dass ich sie abwerben wollte! Sie ist außerdem ein wirklich liebenswerter Mensch, also war die Entscheidung leicht.“)
Die ersten sechs Alben der Band wurden in einem Freak-Folk-Stil aufgenommen; mit Lo-Fi Equipment, leiser Percussion und akustischer Gitarre aus Hauptinstrument. In dieser Zeit gründete Dwyer Castle Face Records um zukünftige Osees Projekte zu veröffentlichen.

### Thee Oh Sees und die Garage-Rock-Ära (2007–2013)
Mit der Veröffentlichung des Albums The Master's Bedroom Is Worth Spending a Night In (2007) veränderte sich der Sound der Band dramatisch. Die Musik wurde energetischer Garage Rock. Es war das erste Album mit dem Schlagzeuger Mike Shoun und dem Gitarristen Petey Dammit!, dieses Line-Up blieb bis zur Pause 2013 unverändert. Erwähnenswert ist, dass Dammit! seine Bassparts mit einer Standard E-Gitarre spielte und eine "kleine geheime Sache" gemacht hat damit sein Instrument diesen Basssound erzeugt. Dywer meinte, dass Shoun's Spielart zum Genrewechsel beitrug.
Osees veröffentlichten einige ihrer bestbewertesten Alben mit diesem Line-Up raus, darunter Carrion Crawler/The Dream (2011) und Floating Coffin (2013).

### Umzug, Line-Up-Änderungen, Oh Sees und Osees (seit 2013)
John Dwyer kündigte 2013 an, dass Osees eine Pause einlegen werden, da er nach Los Angeles ziehen würde. Frühzeitig gründete er die Band mit einem neuen Line-Up mit einem Wandel zum heftigeren Garage-Punk-Sound.
Das derzeitige Line-Up begann sich zu zementieren mit der Veröffentlichung des Albums Orc (2017) und wurde finalisiert durch das Hinzukommen des Keyboarders Tomas Dolas während den Aufnahmen zum Album Smote Reverser (2018). Seit 2017 wurde der Sound immer mehr von Krautrock beeinflusst; die Alben haben meist längere improvisierte progressive Jams. Diese haben besonders auf den Alben Face Stabber (2019) und Metamorphosed (2020) eine große Rolle gespielt. Einige neuere Veröffentlichungen erkunden mehr und mehr unterschiedliche Genres, zum Beispiel erkundet Panther Rotate (2020) Remix-Musik, und A Foul Form (2022) erkundet den Hardcore-Punk-Stil.

## Philosophie
Osees veröffentlicht viel Musik, was dazu führt das die Musikpresse sie öfter mal parodiert. In einem Interview im September 2012 mit New York Music News erklärte Petey Dammit! die Philosophie der Band:
We work hard. I think it seems strange for us to release so many records because of the tradition in the recording industry to do things a certain way. For decades it has been months and months in the studio, one release a year, tour this, tour that, do this, do that ... We just do what we want to do. Most of the songs have been worked out by the time we get to the studio so we can record them all live in two days. The other two days in the studio are having fun writing on the spot and having fun.
Über die Experimentierung in den letzten paar Jahren erklärte John Dwyer in einem Interview aus 2019: 
You don't have to make a boring record when you get old. I feel like people just sometimes lose the fire or get lazy. So we try and get noisier and harder and weirder and longer and more bloated. I just go with my gut.

## Diskografie

### Veröffentlicht als OCS
- 1 (2003)
- 2 (2004)
- Songs About Death & Dying Vol. 3 (2005)
- OCS 4: Get Stoved (2005)
- Memory of a Cut Off Head (2017)

### Veröffentlicht als The Ohsees
- The Cool Death of Island Raiders (2006)

### Veröffentlicht als The Oh Sees
- Sucks Blood (2007)

### Veröffentlicht als Thee Oh Sees
- The Master's Bedroom Is Worth Spending a Night In (2008)
- Help (2009)
- Dog Poison (2009)
- Warm Slime (2010)
- Castlemania (2011)
- Carrion Crawler/The Dream (2011)
- Putrifiers II (2012)
- Floating Coffin (2013)
- Drop (2014)
- Mutilator Defeated at Last (2015)
- A Weird Exits (2016)
- An Odd Entrances (2016)

### Veröffentlicht als Oh Sees
- Orc (2017)
- Smote Reverser (2018)
- Face Stabber (2019)

### Veröffentlicht als Osees
- Protean Threat (2020)
- Metamorphosed (2020)
- Panther Rotate (2020)
- Weirdo Hairdo (2020)
- A Foul Form (2022)
- Intercepted Message (2023)
- Sorcs 80 (2024)
- Abomination Revealed At Last (2025)